# Prótese bucomaxilofacial
A Prótese bucomaxilofacial (ou buco maxilo facial) é uma especialidade da odontologia que visa a reabilitação de pacientes com morbidades faciais resultantes de cirurgias de cabeça e pescoço ou bucomaxilofaciais  de origem patológica ou traumática ou de distúrbios de desenvolvimento ou congênito na face maxila e mandíbula  através de próteses, permitindo o retorno do paciente ao convívio e rotina social normal.
A prótese bucomaxilofacial podem ser extra orais ou intra orais pois o especialista em prótese buco maxilo facial atua na reabilitação estética e/ou funcional de todo o vicerocrânio (parte do crânio que estão os órgão como o olho, orelha, nariz e boca).
Próteses Extra Orais: prótese ocular,  prótese óculo palpebral, prótese auricular e prótese nasal; 
Prótese Intraoral: prótese obturadora maxilar, prótese velofaringeana, prótese mandibular, prótese elevadora de palato.
Podem ser fixadas na área facial a ser reabilitada com adesivos específicos para este fim, implantes osseointegrados com sistema magnético prótese-implante, métodos permitem a remoção da prótese em qualquer momento trazendo mais conforto ao paciente.
Existem diferentes modalidades dentro da face. Atualmente são confeccionadas em silicone, material que melhor reproduz a epiderme humana em suas propriedades e permite excelente pigmentação, permitindo um resultado mais estético.
O Brasil possui atualmente profissionais da área de nível internacional. Professora como Adriana Corsetti (UFRGS) é referência da especialidade. Segundo fonte do Conselho Federal de Odontologia, no Brasil existem apenas 68 profissionais especialistas na área e no estado do Rio Grande do Sul, apenas 2.